# 菅原真一
菅原　真一（すがわら　しんいち、1952年7月6日 - 2009年6月12日）は北海道中標津町生まれの歯科医。

## 略歴
中標津町で歯科医院を開業しながら、道東の山、開陽台や地域の歴史、アイヌ文化について深く研究しており、その研究著書も残した。「天の川委員会」の代表を勤め、同地域での天文学普及にも尽くした。没後、所有資料は中標津町郷土館などに保存されている。

## 出版物
- 1991年 開陽台はなぜあるのか 出版:マザーイースト
- 2006年 道東学序説　出版:道東文化を語る会
- 2009年 北海道紀行 道東編 見る・歩く・登る 出版:総合企画

## 執筆
- 郷土エッセイ 月刊新根室